# قطعنامه ۱۰۷۶ شورای امنیت
قطعنامه ۱۰۷۶ شورای امنیت سازمان ملل متحد که در تاریخ ۲۲ اکتبر ۱۹۹۶ تصویب شد، سندی بین‌المللی دربارهٔ اوضاع در افغانستان است. این قطعنامه طی نشست ۳۷۰۶ام با ۱۵ رای موافق، ۰ مخالف و ۰ ممتنع تصویب شد.